# S.O.A.P.
S.O.A.P.는 덴마크의 팝 듀오이다.

## 앨범
- Not Like Other Girls (1998)
- Miracle (2000)